# 聖佩德羅 (聖克魯斯省)
聖佩德羅是玻利維亞的城鎮，位於該國中部，由聖克魯斯省負責管轄，距離首府聖克魯斯149公里，海拔高度223米，每年平均降雨量1,500毫米，2010年人口3,149。
16°49′36″S 63°28′53″W / 16.8267°S 63.4814°W